# Gazella psolea
Gazella psolea — незвичайний доісторичний вид газелей, що жив в Африці та Аравії; він відомий лише зі скам’янілостей. Він утворює підрід Deprezia завдяки своїй унікальній морфології черепа: він мав довгий ряд премолярів, а його область носа є своєрідною, з короткими носовими кістками та дуже великим носовим отвором. Тому, здається, він міг дихати холодним і сухим повітрям (подібна адаптація, як у сайги), але чому ця особливість виникла, досі залишається загадковим. Можливо, він здійснював сезонні міграції в гори Високого Атласу, де таке пристосування було б корисним.
Вид жив у пізньому пліоцені (приблизно 2,5 млн років тому); його останки були знайдені в Ахль-ель-Угламі поблизу Касабланки, Марокко.